# Plaine d'Europe du Nord

Carte de la plaine d'Europe du Nord au sens large.

La plaine d'Europe du Nord ou plaine germano-polonaise est une plaine située en Europe continentale, entre la mer du Nord et la mer Baltique au nord et les massifs montagneux et plateaux d'Allemagne, de République tchèque et de Pologne. Elle se prolonge à l'ouest par la plaine de Flandre située aux Pays-Bas, en Belgique et en France et à l'est par la grande plaine d'Europe orientale situées dans les pays baltes, en Biélorussie, en Ukraine et en Russie jusqu'à l'Oural. La plaine de Flandre et le Danemark sont parfois inclus dans la plaine d'Europe du Nord.
La plaine d'Allemagne du Nord recouvre la plus grande partie de cette région.